# Too Young to Die?
Too Young to Die? er en amerikansk tv-film fra 1990, der sætter fokus på debatten om dødsstraf. I filmen medvirker blandt andre Brad Pitt og Juliette Lewis, og plottet er baseret på en sand historie omkring Attina Cannaday, der dræbte Ronald Wojcik i Harrison County, Mississippi den 3. juni 1982.

## Rolleliste
- Michael Tucker ... Buddy Thornton
- Juliette Lewis ... Amanda Sue Bradley
- Brad Pitt ... Billy Canton
- Alan Fudge ... D.A. Mark Calhoun
- Emily Longstreth ... Jean
- Laurie O'Brien... Wanda Bradley Sledge
- Yvette Heyden ... Mikes nye jente
- Tom Everett ... Judge Harper
- Michael O'Keefe ... Mike Medwicki
- Dean Abston... Harvey Sledge
- J. Stephen Brady ... Brian
- Mark Davenport ... Mickey
- Lew Hopson ... Star
- Annabelle Weenick ... Birdie Jewel
- Charles C. Stevenson Jr. ... Pastor